# 鎌ケ谷市立鎌ケ谷中学校
鎌ケ谷市立鎌ケ谷中学校（かまがやしりつかまがやちゅうがっこう）は、千葉県鎌ケ谷市富岡にある公立中学校。鎌ケ谷市内で最初に開校した中学校。通称「鎌中」。

## 沿革
- 1947年 - 開校。鎌ケ谷小学校を仮校舎とした。
- 1949年 - 現在地に新校舎落成。
- 1956年 - 開校10周年記念式で校歌発表。

## 教育方針

### 校訓
勉学　礼節　鍛練

### 教育方針
自ら学び・考え・判断できる生徒

## 部活動

### 運動部
- 陸上部長距離（男・女）
- 陸上部短距離（男・女）
- テニス部（男・女）
- 野球部
- サッカー部
- バスケットボール部（男・女）
- バレーボール部（男・女）
- 卓球部（男・女）
- 柔道部（男・女）
- 剣道部（男・女）

### 文化部
- 吹奏楽部
- 美術部
- 家庭科部
- コンピュータ部

## 出身者
- 芝田裕美（鎌ケ谷市長）

## 所在地
千葉県鎌ケ谷市富岡1-2-1
- 京成松戸線初富駅下車、徒歩5分
- 東武野田線鎌ヶ谷駅下車、徒歩10分